# Luci Papiri Cursor (censor 393 aC)
Luci Papiri Cursor (llatí: Lucius Papirius Cursor) va ser un magistrat romà. Formava part de la gens Papíria i era de la família dels Cursor.
Va ser censor l'any 393 aC i després per dues vegades tribú amb potestat consular els anys 387 aC i el 385 aC.